# Световна награда за фентъзи за цялостен принос
Световната награда за фентъзи за цялостен принос (на английски: World Fantasy Award for Life Achievement) се връчва на личности с особени заслуги към жанра фентъзи.

## Носители на наградата

### 1975
- Робърт Блох

### 1976
- Фриц Лейбър

### 1977
- Рей Бредбъри

### 1978
- Франк Белкнап Лонг

### 1979
- Хорхе Луис Борхес

### 1980
- Менли Уейд Уелман

### 1981
- Катрин Люсил Мур

### 1982
- Итало Калвино

### 1983
- Роалд Дал

### 1984
- Лион Спраг де Камп
- Ричард Матисън
- Е. Хофман Прайс
- Джак Ванс
- Доналд Уандрей

### 1985
- Теодор Стърджън

### 1986
- Аврам Дейвидсън

### 1987
- Джак Фини

### 1988
- Е. Ф. Блейлър

### 1989
- Еванджелин Уолтън

### 1990
- Р. А. Лафърти

### 1991
- Рей Ръсел

### 1992
- Ед Картиър

### 1993
- Харлан Елисън

### 1994
- Джон Уилямсън

### 1995
- Урсула Ле Гуин

### 1996
- Джийн Улф

### 1997
- Маделин Ленгъл

### 1998
- Едуард Л. Ферман
- Андре Нортън

### 1999
- Хю Б. Кейв

### 2000
- Марион Зимър Брадли
- Майкъл Муркок

### 2001
- Франк Фразета
- Филип Фармър

### 2002
- Форест Дж. Акерман
- Джордж Скитърс

### 2003
- Лойд Александър
- Доналд Грант

### 2004
- Стивън Кинг
- Греъм Уилсън

### 2005
- Том Дохърти
- Карол Емшуилър

### 2006
- Джон Кроули
- Стивън Фабиан

### 2007
- Бети Балантайн
- Даян Уейн Джоунс

### 2008
- Лео и Даян Дилън
- Патриша Маккилип

### 2009
- Елън Ашър
- Джейн Йолен

### 2010
- Брайън Лъмли
- Тери Пратчет
- Питър Строб

### 2011
- Питър Бийгъл
- Анхелика Городишер